# Valle de Gissar
El valle de Gissar (también escrito como Gisar, Hissar, o Hisor) se encuentra en el país asiático de Tayikistán y se extiende de este a oeste a lo largo de la vertiente sur de la cordillera Gissar y en la frontera norte de la provincia de Khatlon. Tiene unos 100 km de largo y hasta 20 km de ancho en el parte central, extendiéndose desde el distrito de Vahdat, en el este, hasta el distrito de Tursunzoda, en la frontera con Uzbekistán, en el oeste, con la capital, Dusambé y el distrito de Hisor en su centro. Las elevaciones en el valle van desde 700 metros a 1000 metros. El valle es irrigado por el río Kofarnihon en su curso superior y medio. Las temperaturas cálidas (29 °C en el verano, 0 °C a -1 °C en el invierno) y de abundante agua para riego hacen del Valle de Gissar una de las zonas de cultivo de algodón más importantes de Tayikistán.